# Bent Jensen
Bent Kjær Jensen (ur. 6 czerwca 1947 w Odense) – duński piłkarz występujący na pozycji napastnika.

## Kariera klubowa
Jensen karierę rozpoczynał w sezonie 1964 w pierwszoligowym zespole B1913. W sezonie 1966 spadł z nim do drugiej ligi, ale w kolejnym awansował z powrotem do pierwszej. W 1969 roku został graczem francuskiego Girondins Bordeaux. W Division 1 zadebiutował 23 listopada 1969 w wygranym 3:0 meczu z FC Nantes. Przez trzy sezony w barwach Girondins rozegrał 87 spotkań i zdobył 29 bramek.
W 1972 roku Jensen przeszedł do niemieckiego Eintrachtu Brunszwik. W Bundeslidze zadebiutował 16 września 1972 w przegranym 0:2 pojedynku z VfL Bochum. W sezonie 1972/1973 wraz z Eintrachtem zajął 17. miejsce w Bundeslidze i spadł do Regionalligi. Wówczas jednak przeniósł się do Austrii Klagenfurt, grającej w pierwszej lidze austriackiej. Jej barwy reprezentował przez dwa sezony.
W 1975 roku Jensen wrócił do B1913, grającego już w trzeciej lidze. W sezonie 1977 awansował z nim do drugiej ligi, a w 1978 roku zakończył karierę.

## Kariera reprezentacyjna
W reprezentacji Danii Jensen zadebiutował 25 września 1968 w przegranym 0:3 meczu eliminacji Mistrzostw Świata 1970 z Czechosłowacją. 20 listopada 1968 w wygranym 5:1 towarzyskim pojedynku z Luksemburgiem strzelił dwa gole, które jednocześnie było jego pierwszymi w kadrze. W latach 1968–1972 w drużynie narodowej rozegrał 20 spotkań i zdobył 13 bramek.